# Pyaar Kiya To Darna Kya
Pyaar Kiya To Darna Kya (Hindi: प्यार किया तो डरना क्या, wörtl.: Wenn du liebst, was gibt es zu fürchten? /Wenn du liebst, gibt es nichts zu fürchten) ist ein Bollywood-Film aus dem Jahr 1998.

## Handlung
Muskaan und ihr Bruder Vishal leben seit dem Tod ihrer Eltern bei ihrem Onkel Thakur Ajay Singh. Sie bekommt einen Heiratsantrag nach dem anderen, aber Vishal weist alle Verehrer zurück, denn er wünscht einen starken Mann an ihrer Seite zu sehen. Als Muskaan sich entschließt nach Mumbai an ein College zu gehen, erfüllt Vishal schweren Herzens ihren Wunsch, nur weil er das ihren Eltern versprochen hat.
Im College trifft Muskaan Suraj Khanna, dessen steinreicher Vater ihn nicht besonders lieb hat und dessen Stiefmutter ihn dazu gebracht hat, sein Haus zu verlassen. Sie verlieben sich ineinander, doch als Vichal im College auftaucht, hält ihn Suraj für einen Rivalen, und ihre Bekanntschaft beginnt mit einer Prügelei. Nun muss Suraj den hartnäckigen Bruder überzeugen, dass er der geeignete Mann für Muskaan wäre.

## Auszeichnungen
- 1999: Filmfare Awards/R.D. Burman Award – Kamaal Khan für „O o jaane jaana“